# Muhamad Abdulláh
Šejch Muhamad Abdulláh (5. prosince 1905 – 8. září 1982) byl kašmírský politik.
V roce 1931 založil stranu Muslimská konference (1939 přejmenována na Národní konferenci) a stanul v jejím čele.
Na podzim 1947 podpořil rozhodnutí hinduistického panovníka, na jehož základě byl převážně muslimský Kašmír připojen k Indii a nikoli k Pákistánu. V letech 1948 – 53 působil jako předseda místní vlády; v této době mj. vymohl pro svazový stát Džammú a Kašmír zvýšenou míru autonomie, jež byla právně stvrzena speciálními články Indické ústavy. 1953 byl z rozhodnutí ústřední indické vlády sesazen a uvězněn. 1964 propuštěn, brzy však znovu uvězněn. V listopadu 1974 uzavřel s indickou předsedkyní vlády I. Gándhíovou dohodu, která mu umožnila návrat k moci. V letech 1975 – 82 byl opět předsedou (hlavním ministrem) vlády Džammú a Kašmíru.